# Que’ershan (köpinghuvudort i Kina, Shanxi Sheng, lat 40,12, long 112,94)
Que'ershan (kinesiska: Que’ershan, 鹊儿山) är en köpinghuvudort i Kina. Den ligger i provinsen Shanxi, i den norra delen av landet, omkring 250 kilometer norr om provinshuvudstaden Taiyuan. Antalet invånare är 11 948. Befolkningen består av 5 869 kvinnor och 6 079 män. Barn under 15 år utgör 18,0 %, vuxna 15-64 år 76 %, och äldre över 65 år 5,0 %.
Runt Que'ershan är det mycket tätbefolkat, med 1 056 invånare per kvadratkilometer. Närmaste större samhälle är Dianwan, 16,1 km söder om Que'ershan. Trakten runt Que'ershan består i huvudsak av gräsmarker.
Genomsnittlig årsnederbörd är 611 millimeter. Den regnigaste månaden är juli, med i genomsnitt 182 mm nederbörd, och den torraste är januari, med 3 mm nederbörd.